# Гогія Давид Давидович
Давид Давидович Гогія (груз. დავით გოგია, нар. 17 січня 1948, Самтредія, Грузинська РСР, СРСР) — радянський футболіст, воротар. Майстер спорту (1972).

## Біографія
У команді майстрів дебютував у 1968 році в складі «Динамо» (Тбілісі) — 12 листопада на 82 хвилині матчу проти куйбишевських «Крил Рад» при рахунку 7:1 замінив Урушадзе та пропустив на 88 хвилині гол від Бориса Казакова з пенальті.
У 1969 році продовжував бути третім воротарем основної команди — після Урушадзе та Члаїдзе — і не провів жодного матчу. Наступні два сезони провів у «Торпедо» з Кутаїсі, після чого повернувся в «Динамо», за який виступав до 1979 року.
Кар'єру закінчив у 1980 році в команді «Гурія» (Ланчхуті).

## Досягнення
- Чемпіонат СРСР:

Чемпіон (1): 1978.
Срібний призер (1): 1977.
Бронзовий призер (3): 1972, 1976 (весна), 1976 (осінь).
- Кубок СРСР:

Володар (1): 1976
- У списку 33 кращих футболістів сезону (1): 1978 — № 1.